# Oxyeleotris wisselensis
Oxyeleotris wisselensis è una specie di Perciformi appartenente al genere Oxyeleotris. È un pesce osseo d'acqua dolce che è stato rinvenuto nelle acque dei laghi Paniai, nella provincia autonoma indonesiana di Papua, sull'isola di Nuova Guinea; in particolare, la specie è assente dal maggiore dei tre specchi d'acqua, il lago Paniai, ma è presente nei due laghi minori, il Tigi e il Tage, e nei rispettivi affluenti ed emissari.

## Caratteristiche
Di corpo allungato e compresso lateralmente nella parte posteriore, Oxyeleotris wisselensis si differenzia dalla specie vicina Oxyeleotris fimbriata per un muso più corto, il colore più scuro e l'assenza delle tre o quattro linee sotto l'occhio che caratterizzano la seconda specie. La sua lunghezza può raggiungere i 111 mm.
La specie è endemica dei laghi Paniai, sugli altipiani della Nuova Guinea occidentale.